# Aeschnosoma rustica
Aeschnosoma rustica är en trollsländeart som beskrevs av Hagen in Selys 1871. Aeschnosoma rustica ingår i släktet Aeschnosoma och familjen skimmertrollsländor. IUCN kategoriserar arten globalt som otillräckligt studerad. Inga underarter finns listade i Catalogue of Life.